# پدرو امانوئل
پدرو امانوئل (پرتغالی: Pedro Emanuel؛ زادهٔ ۱۱ فوریهٔ ۱۹۷۵) بازیکن سابق و مربی فوتبال اهل پرتغال است.سرمربی فعلی باشگاه فوتبال الخلیج عربستان است.
از باشگاه‌هایی که در آن بازی کرده‌است می‌توان به باشگاه فوتبال پنافیل، باشگاه فوتبال بوآویستا، و باشگاه فوتبال پورتو اشاره کرد.
وی همچنین در تیم ملی فوتبال زیر ۲۱ سال پرتغال بازی کرده‌است.